# HUS1
Белок контрольной точки HUS1 (англ. checkpoint protein HUS1) — белок, кодируемый у человека геном  HUS1.

## Функции
Белок, кодируемый этим геном — компонент эволюционно консервативного, генотоксино-активируемого белкового комплекса контрольной точки, который участвует в остановке клеточного цикла в ответ на повреждение ДНК. Этот белок образует комплекс с гетеротримерными белками контрольной точки RAD9 и RAD1. В ответ на повреждение ДНК, тримерный комплекс взаимодействует с другим белковым комплексом, состоящего из белка RAD17 и четырех малых субъединиц фактора репликации C (RFC), который осуществляет закрепление комбинированного комплекса на хроматине. Связывание хроматина, индуцированное повреждением ДНК, зависит от активности киназы ATM, и считается ранним событием сигнального пути, запускаемого в контрольной точке.

## Взаимодействия с другими белками
HUS1, как было выявлено, взаимодействует с RAD9A, RAD17, HDAC1, RAD1 и PCNA.